# Sibinj
Sibinj är en ort i Kroatien.   Den ligger i länet Brod-Posavina, i den östra delen av landet, 170 km öster om huvudstaden Zagreb. Sibinj ligger 124 meter över havet och antalet invånare är 2 736.
Terrängen runt Sibinj är platt åt sydväst, men åt nordost är den kuperad. Terrängen runt Sibinj sluttar söderut. Runt Sibinj är det ganska glesbefolkat, med 35 invånare per kvadratkilometer. Närmaste större samhälle är Slavonski Brod, 9,1 km öster om Sibinj. Trakten runt Sibinj består till största delen av jordbruksmark.